# U-635 (tàu ngầm Đức)
U-635 là một tàu ngầm tấn công  Lớp Type VII thuộc phân lớp Type VIIC được Hải quân Đức Quốc Xã chế tạo trong Chiến tranh Thế giới thứ hai. Nhập biên chế năm 1942, nó chỉ thực hiện được một chuyến tuần tra duy nhất và gây hư hại cho hai tàu buôn với tổng tải trọng 14.894 GRT, trước khi bị một máy bay ném bom B-24 Liberator Anh thả mìn sâu đánh chìm trong Đại Tây Dương vào ngày 5 tháng 4, 1943.

## Thiết kế và chế tạo

### Thiết kế

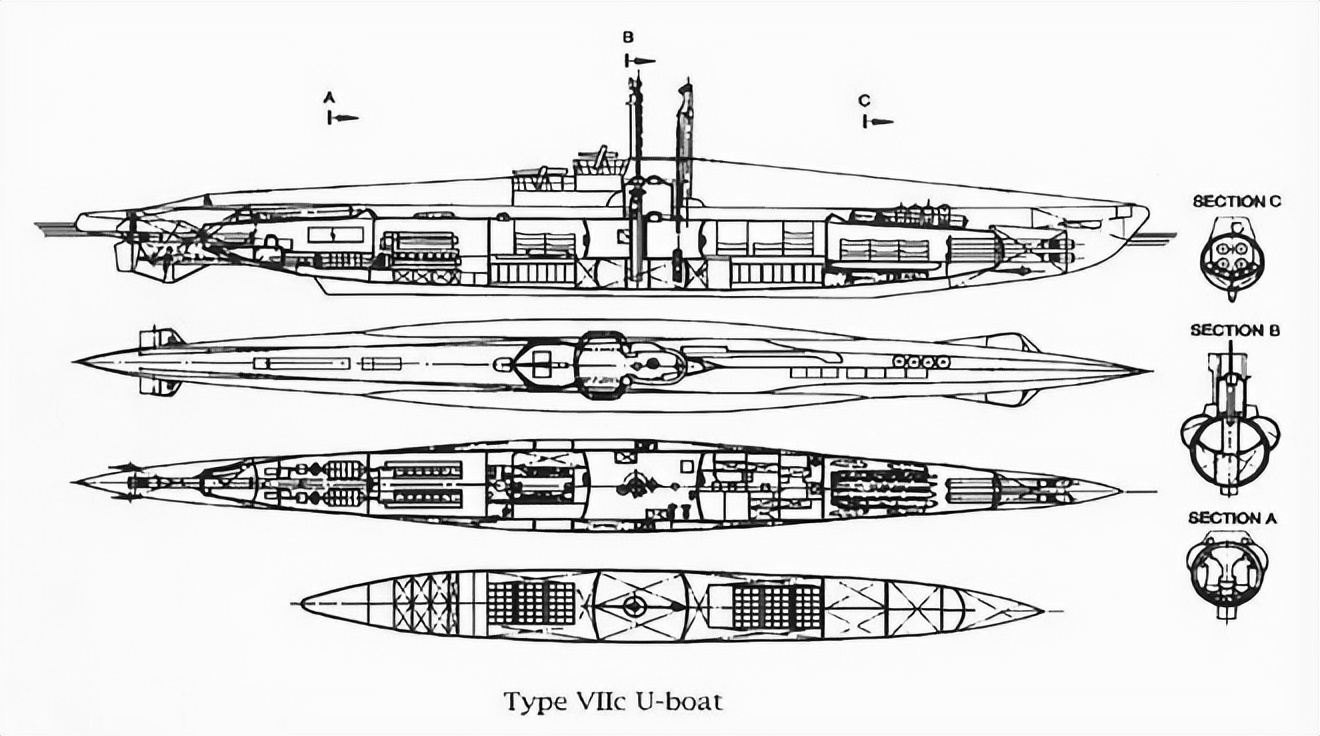
Sơ đồ các mặt cắt một tàu ngầm Type VIIC

Phân lớp VIIC của Tàu ngầm Type VII là một phiên bản VIIB được kéo dài thêm. Chúng có trọng lượng choán nước 769 t (757 tấn Anh) khi nổi và 871 t (857 tấn Anh) khi lặn). Con tàu có chiều dài chung 67,10 m (220 ft 2 in), lớp vỏ trong chịu áp lực dài 50,50 m (165 ft 8 in), mạn tàu rộng 6,20 m (20 ft 4 in), chiều cao 9,60 m (31 ft 6 in) và mớn nước 4,74 m (15 ft 7 in).
Chúng trang bị hai động cơ diesel Germaniawerft F46 siêu tăng áp 6-xy lanh 4 thì, tổng công suất 2.800–3.200 PS (2.100–2.400 kW; 2.800–3.200 bhp), dẫn động hai trục chân vịt đường kính 1,23 m (4,0 ft), cho phép đạt tốc độ tối đa 17,7 kn (32,8 km/h), và tầm hoạt động tối đa 8.500 nmi (15.700 km) khi đi tốc độ đường trường 10 kn (19 km/h). Khi đi ngầm dưới nước, chúng sử dụng hai động cơ/máy phát điện Garbe, Lahmeyer & Co. RP 137/c  tổng công suất 750 PS (550 kW; 740 shp). Tốc độ tối đa khi lặn là 7,6 kn (14,1 km/h), và tầm hoạt động 80 nmi (150 km) ở tốc độ 4 kn (7,4 km/h). Con tàu có khả năng lặn sâu đến 230 m (750 ft).
Vũ khí trang bị có năm ống phóng ngư lôi 53,3 cm (21 in), bao gồm bốn ống trước mũi và một ống phía đuôi, và mang theo tổng cộng 14 quả ngư lôi, hoặc tối đa 22 quả thủy lôi TMA, hoặc 33 quả TMB. Tàu ngầm Type VIIC bố trí một hải pháo 8,8 cm SK C/35 cùng một pháo phòng không 2 cm (0,79 in) trên boong tàu. Thủy thủ đoàn bao gồm 4 sĩ quan và 40-56 thủy thủ.

### Chế tạo
U-635 được đặt hàng vào ngày 20 tháng 1, 1941, và được đặt lườn tại xưởng tàu của hãng Blohm & Voss ở Hamburg vào ngày 3 tháng 10, 1941. Nó được hạ thủy vào ngày 24 tháng 6, 1942, và nhập biên chế cùng Hải quân Đức Quốc Xã vào ngày 13 tháng 8, 1942 dưới quyền chỉ huy của Hạm trưởng, Trung úy Hải quân Heinz Eckelmann.

## Lịch sử hoạt động
Sau khi hoàn tất việc huấn luyện trong thành phần Chi hạm đội U-boat 5, U-635 được điều sang Chi hạm đội U-boat 3 từ ngày 1 tháng 4, 1943 để hoạt động trên tuyến đầu cho đến khi bị mất.
U-635 đã khởi hành từ cảng Kiel, Đức vào ngày 16 tháng 3, 1943 cho chuyến tuần tra duy nhất trong chiến tranh. Nó băng qua khe GI-UK giữa Iceland và quần đảo Faroe để vòng qua quần đảo Anh và hoạt động tại vùng biển Bắc Đại Tây Dương về phía Tây Nam Iceland.
Ở vị trí về phía Đông Nam Greenland, nó cùng 15 tàu U-boat khác tham gia bầy sói Löwenherz để tấn công Đoàn tàu HX-231, và đến ngày 4 tháng 4 đã phóng ngư lôi tấn công, gây hư hại cho các tàu buôn Anh Shillong 5.529 GRT và Waroonga 9.365 GRT, cả hai sau đó cùng bị tàu ngầm U-630 phóng ngư lôi kết liễu vào ngày hôm sau. 
Sang ngày hôm sau 5 tháng 4, U-635 bị một máy bay ném bom B-24 Liberator thuộc Liên đội 120 Không quân Hoàng gia Anh thả mìn sâu đánh chìm tại tọa độ 58°20′B 31°52′T / 58,333°B 31,867°T. Toàn bộ 47 thành viên thủy thủ đoàn của U-635 đều đã tử trận.

### "Bầy sói" tham gia
U-635 từng tham gia một bầy sói:
- Löwenherz (1 – 5 tháng 4, 1943)

### Tóm tắt chiến công
U-635 đã gây hư hại cho hai tàu buôn tổng tải trọng 14.894 GRT :
| Ngày            | Tên tàu  | Quốc tịch      | Tải trọng | Số phận   |
| --------------- | -------- | -------------- | --------- | --------- |
| 4 tháng 4, 1943 | Shillong | United Kingdom | 5.529     | Bị hư hại |
| 4 tháng 4, 1943 | Waroonga | United Kingdom | 9.365     | Bị hư hại |